# Эскадра Тихого океана адмирала С. С. Лесовского

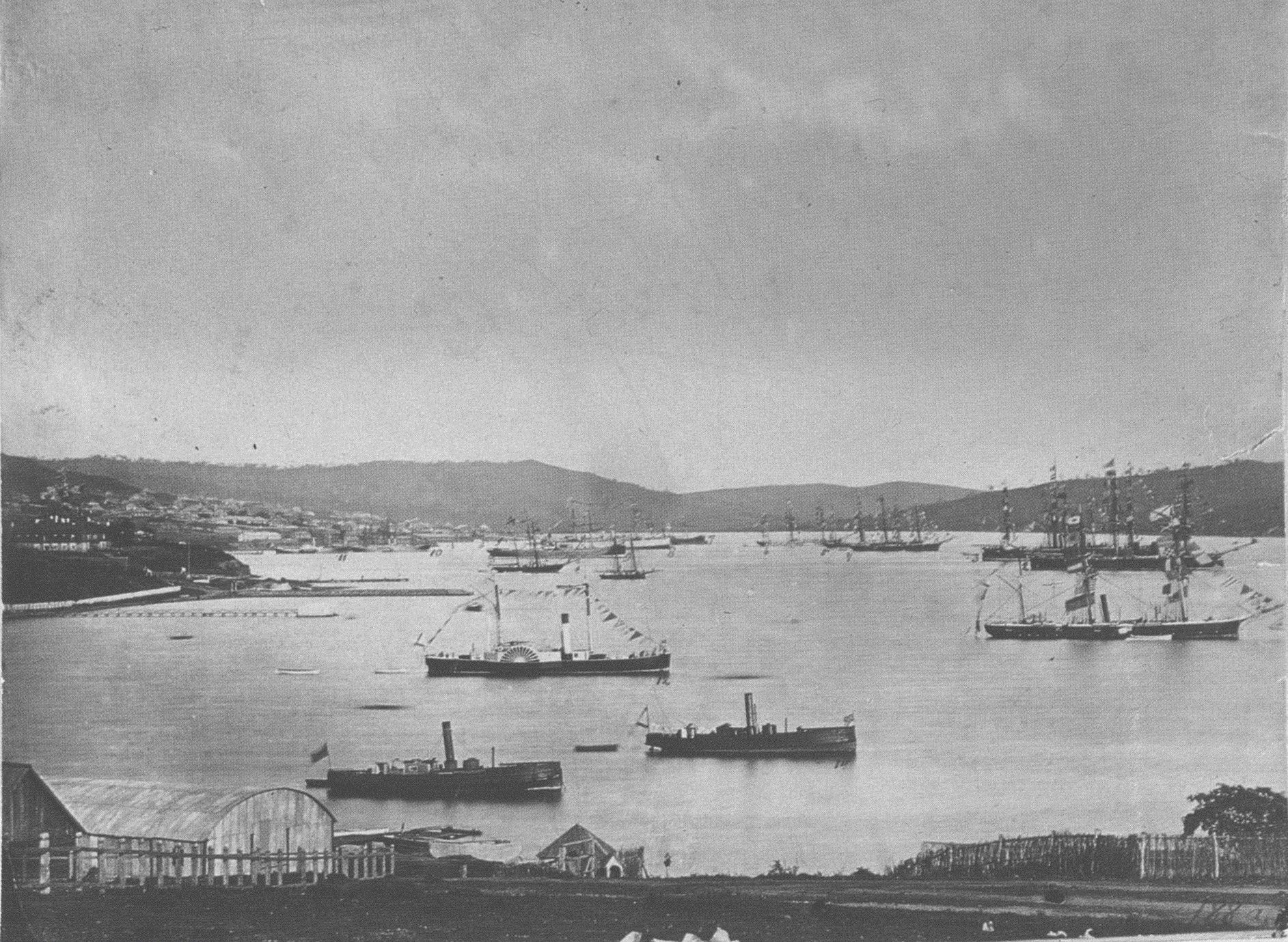
30 августа 1880 г. Корабли Тихоокеанской эскадры и Сибирской флотилии в бухте Владивостока: на переднем плане — два паровых буксира, пароходо-корвет «Америка»; справа — броненосные фрегаты «Минин» и «Князь Пожарский», клипера «Вестник», «Разбойник», «Крейсер»; вдали — пароходы Добровольного флота

Эскадра Тихого океана адмирала С. С. Лесовского  или, в литературе, чаще, эскадра Лесовского — соединение российского военно-морского флота, организованное в период напряжённости в отношениях с Китаем из-за Илийского края (Кульджинский конфликт) в 1879—1881 годах.

## Обстоятельства организации эскадры
С завершением в 1878 года завоевания китайской армией Цзо Цзунтана ранее отделившегося от Китая Синьцзяна, стал актуален вопрос о возвращении Россией Илийского края, занятого русскими войсками в 1871 году. Российское правительство выразило готовность вернуть край Китаю, но оговаривало это рядом условий. Китайская сторона, в свою очередь, требовала скорейшего и безусловного вывода русских войск из Кульджи.
Российско-китайские переговоры завершились подписанием в сентябре 1879 года Ливадийского договора, который, однако, китайское правительство отказалось признать, начав военные приготовления вблизи границ России — как в Туркестане, так и на Дальнем Востоке, где русские военные силы в то время были явно недостаточными.
В виду возможности войны с Китаем для усиления российского военного присутствия на Дальний Восток была направлена эскадра из состава Балтийского флота. О значении, которое придавалось этой акции, говорит факт назначения командующим эскадрой управляющего Морским министерством вице-адмирала Степана Степановича Лесовского, который 23 июня 1880 года ушёл с министерского поста, чтобы возглавить морские силы на Тихом океане.

## Сосредоточение эскадры

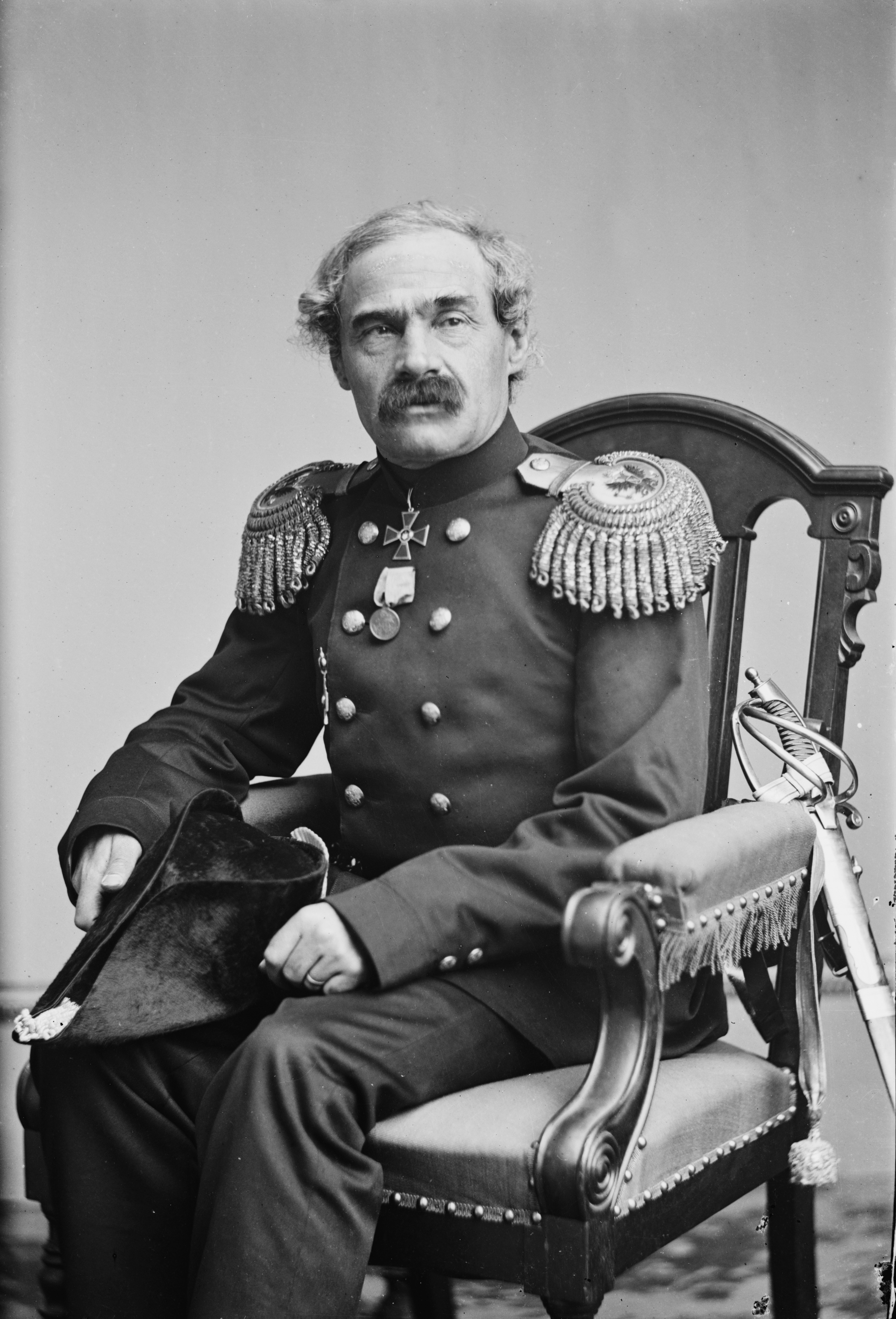
Адмирал С. С. Лесовский

Для отправки на Дальний Восток были выделены практически все имевшиеся у России корабли, способные выдержать кругосветное плавание. Ранее Балтийский флот направлял на Дальний Восток так называемые «Амурские отряды» из 5-6 деревянных винтовых корветов и клиперов каждый, иногда создававших вместе значительные соединения непостоянного состава. Эскадра Лесовского отличалась от них значительно большим численным составом (предполагалось одновременное сосредоточение на Тихом океане порядка 20 вымпелов), а также тем, что помимо клиперов новейшей постройки и закупленных в Америке вспомогательных крейсеров (называвшихся тогда просто крейсерами) и мобилизованных пароходов Добровольного флота, в состав эскадры были впервые включены тяжёлые броненосные корабли.
Переброска на Тихий океан такого значительного соединения не была общим походом эскадры, а представляла собой совокупность переходов небольших отрядов или, чаще, отдельных кораблей, которые должны были летом 1880 г. собраться в портах Японии, а затем во Владивостоке.
С 1877 года на Тихом океане уже действовал отряд контр-адмирала О. Р. Штакельберга в составе винтового корвета «Баян», старых деревянных клиперов «Гайдамак» и «Всадник». В 1878 году к ним присоединился новый стальной клипер «Крейсер», а в 1879 году — однотипный «Джигит». В начале 1879 года, с уходом «Баяна» на Балтику, флагманским кораблём Штекельберга стал «Крейсер». В октябре того же года с Балтики вышел отряд капитана 1-го ранга М. П. Новосильцева в составе крейсера «Азия», клиперов «Разбойник» и «Наездник». От Гавра «Азия» и клипера двигались на Дальний Восток раздельно. Вскоре из Кронштадта под флагом контр-адмирала А. Б. Асланбегова вышел на Дальний Восток наиболее сильный русский корабль крейсерского класса — броненосный фрегат «Минин», который стал первым русским броненосным кораблём на Дальнем Востоке.
Приказ идти в Тихий океан также получил находившийся на Средиземном море броненосный фрегат «Князь Пожарский», отправившийся в апреле 1880 года на Дальний Восток из Пирея. Командующий эскадрой вице-адмирал С. С. Лесовский отправился в поход, подняв свой флаг на крейсере «Европа». С ним шли пароходы Добровольного флота «Москва», «Петербург» и «Владивосток». Обратно на Дальний Восток был послан и возвращавшийся на Балтику клипер «Крейсер», успевший к маю 1880 года дойти до Александрии. В сторону Тихого океана направился и крейсер «Африка», 1 июня 1880 года из Кронштадта ушёл крейсер «Забияка», прибыв к месту назначения со скоростью, «небывалой для русских судов». Следом в поход отправились клипера «Пластун» и «Стрелок». Ушедший с Балтики на Тихий океан только в августе полуброненосный фрегат «Генерал-адмирал» уже опоздал ко времени, когда идущие через половину мира отряды собрались в единую эскадру.

## Эскадра на Дальнем Востоке
К началу осени 1880 года Россия располагала на Дальнем Востоке внушительной крейсерской эскадрой: два броненосных фрегата, четыре вспомогательных крейсера, шесть клиперов. Вице-адмиралу Лесовскому, как командующему всеми русскими морскими силами на Тихом океане, были подчинены и корабли Сибирской флотилии — старые деревянные винтовые клипера «Абрек» и «Гайдамак», малые деревянные канонерские лодки «Морж», «Соболь», «Горностай», «Нерпа», а также старые транспорты «Японец», «Манчжур» и колёсный пароходо-корвет «Америка». По британским данным, русские в этот момент располагали на Дальнем Востоке 26 кораблями (четыре больших корабля, четыре крейсера, корвет, девять клиперов, четыре канонерки, три шхуны и вооружённый транспорт). В статье «Балтийский флот» в Энциклопедическом словаре Брокгауза и Ефрона утверждалось, что эскадра Лесовского состояла даже из 28 кораблей (включая сюда, наверное, мобилизованные транспорты).
В оперативных целях в составе эскадры было создано два отряда: 1-й отряд, под командованием контр-адмирала О. Р. Штакельберга: «Минин», «Европа», «Африка», «Джигит», «Наездник», «Пластун», «Стрелок»; 2-й отряд, контр-адмирала А. Б. Асланбегова: «Князь Пожарский», «Азия», «Крейсер», «Разбойник», «Забияка» и «Абрек».

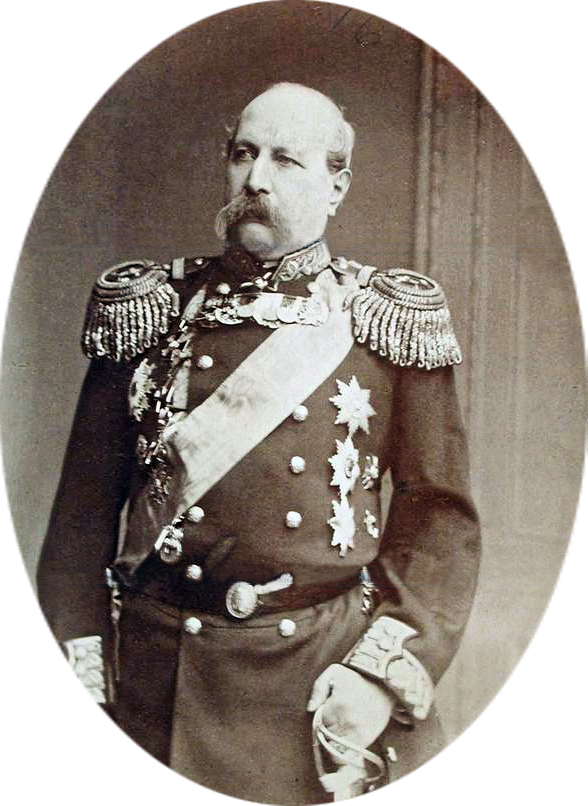
Адмирал А. Б. Асланбегов

Главной целью эскадры было обезопасить от нападения главный русский тихоокеанский порт Владивосток, только что получивший официальный статус города и ставший центром военного губернаторства. Пребывание во Владивостоке основных сил эскадры Лесовского было сравнительно недолгим, но за это время порт был значительно укреплён. На кораблях во Владивосток были доставлены новые крупнокалиберные орудия — 9-дюймовые нарезные пушки и 11-дюймовые мортиры. Их сразу же устанавливали на береговые батареи, которые строились в основном силами экипажей эскадры. Ежедневно с броненосных фрегатов отправлялось по 150, а с каждого из остальных судов — по 75 человек на фортификационный работы, которые продолжались с 7 утра до позднего вечера. Также для усиления обороны порта были выставлены минные заграждения. Владивосток получил и собственную минную флотилию — на больших судах привезли шесть малых миноносок.
С приближением зимы корабли ушли в японские порты. В феврале 1881 года Россия и Китай подписали компромиссный Петербургский договор, уладивший проблемы, связанные с Илийским краем. Весной на Балтику была отправлена, как выполнившаяся свою задачу, основная часть эскадры. На обратном пути флагманский крейсер «Европа» попал в жестокий шторм, во время которого С. С. Лесовский был сшиблен волной и тяжело повредил ногу. По возвращении его произвели в адмирала и фактически отправили в почётную отставку. Командование оставшимся на Дальнем Востоке отрядом кораблей — крейсер «Африка», клипера «Пластун» и «Вестник» — принял контр-адмирал А. Б. Асланбегов.
Под его командованием отряд совершил продолжительное плавание по Тихому океану, посетив Гонолулу, Сан-Франциско, Гавайские и Зондские острова, порты Австралии и Новой Зеландии.
Отправка и содержание кораблей эскадры обошлась казне в 10 миллионов рублей , что для России, ещё не вышедшей из финансового кризиса после русско-турецкой войны, было весьма значительной суммой.

## Состав эскадры
| 1-й отряд контр-адмирала О. Р. Штакельберга         |                                 |      |                  |                 |                             |                                                        |                                            |                            |                            |
| Тип / Характеристики                                | Название                        | Фото | Водоизмещение, т | Мощность, л. с. | Бронирование, мм            | Артиллерия                                             | Минно-торпедное вооружение                 | Максимальная скорость, уз. | Численность экипажа, макс. |
| Броненосные крейсера I ранга типа «Князь Пожарский» | «Минин» (флагман, брейд-вымпел) |      | 5940             | 5290            | 140 мм (пояс по ватерлинии) | 4 × 203-мм 12 × 152-мм 4 × 87-мм 2 × 44,5-мм           | мины заграждения                           | 14,5                       | 535                        |
| Крейсера II ранга типа «Крейсер»                    | «Наездник»                      |      | 1360             | 1719 и.л. с.    | —                           | 3 × 152-мм 4 × 107-мм 2 × 44-мм 2 × 25-мм              | 1 × 4 × МР ШМ 1 × КМП БМГ БМ               | 13,5                       | 180                        |
| Крейсера II ранга типа «Крейсер»                    | «Пластун»                       |      | 1334             | 1543 и.л. с.    | —                           | 3 × 152 4 × 87-мм 1 × 64-мм 4 × 47-мм 6 × 37-мм        | 1 × 4 × МР ШМ 1 × КМП БМГ БМ               | 12,5                       | 129                        |
| Крейсера II ранга типа «Крейсер»                    | «Стрелок»                       |      | 1334             | 1528 и.л. с.    | —                           | 3 × 152 4 × 87-мм 1 × 64-мм 4 × 47-мм 6 × 37-мм        | 1 × 4 × МР ШМ 1 × КМП БМГ БМ               | 11,8                       | 107                        |
| Крейсера II ранга типа «Крейсер»                    | «Джигит»                        |      | 1334             | 1383            | —                           | 3 × 152-мм 1 × 64-мм 4 × 87-мм 4 × 47-мм 6 × 37-мм     | 1 × 1 × НН ТА 1 × 4 × МР ШМ 1 × КМП БМГ БМ | 12                         | 188                        |
| Вспомогательные крейсера                            | «Европа»                        |      | 3169             | 2052 и.л. с.    | —                           | 1 × 210-мм 3 × 152-мм 4 × 107-мм 2 ×-47 мм 4 × 25,4-мм | 2 × НТА 1 × ПТА                            | 13,6                       | 170                        |
| Вспомогательные крейсера                            | «Африка»                        |      | 2775             | 1417 и.л. с.    | —                           | 5 × 152-мм 4 × 107-мм 4 × 25,4-мм                      | 2 × ТА                                     | 12,75                      | 160                        |

| 2-й отряд контр-адмирала А. Б. Асланбегова          |                                  |      |                  |                 |                                                                   |                                                     |                                                |                            |                            |
| Тип / Характеристики                                | Название                         | Фото | Водоизмещение, т | Мощность, л. с. | Бронирование, мм                                                  | Артиллерия                                          | Минно-торпедное вооружение                     | Максимальная скорость, уз. | Численность экипажа, макс. |
| Броненосные крейсера I ранга типа «Князь Пожарский» | «Князь Пожарский» (брейд-вымпел) |      | 4730             | 2170            | 38 мм (боевая рубка) 102 мм (пояс по ватерлинии) 114 мм (каземат) | 8 × 203-мм 8 × 152-мм 8 × 87-мм                     |                                                | 11,9                       | 481                        |
| Крейсера II ранга типа «Крейсер»                    | «Разбойник»                      |      | 1360             | 1786 и.л. с.    | —                                                                 | 3 × 152-мм 4 × 107-мм 1 × 64-мм 4 × 47-мм 6 × 37-мм | 1 × 4 × МР ШМ 1 × КМП БМГ БМ                   | 13                         | 113                        |
| Крейсера II ранга типа «Крейсер»                    | «Крейсер»                        |      | 1380             | 1200 и.л. с.    | —                                                                 | 3 × 152-мм 4 × 87-мм 4 × 44-мм 4 × 25,4-мм          | 1 × 4 × МР ШМ 1 × КМП БМГ БМ                   | 11,5                       | 199                        |
| Парусно-винтовые клипера                            | «Забияка»                        |      | 1236             | 1450            | —                                                                 | 2 × 6-дм 4 × 9-фн 1 × 3-фн 4 × 4 пушки Пальмкранца  | 1 × ПП ТА 1 × КМП                              | 14,5                       | 153                        |
| Парусно-винтовые клипера                            | «Абрек»                          |      | 1069             | 300             | —                                                                 |                                                     | —                                              |                            |                            |
| Вспомогательные крейсера                            | «Азия»                           |      | 2449             | 1200 и.л. с.    | —                                                                 | 3 × 152-мм 5 × 107-мм 2 × 44,5-мм 4 × 25,4-мм       | 1 × ТА 24 мины заграждения, шестовые мины, БМГ | 12,5                       | 208                        |
| Вспомогательные крейсера                            | «Москва»                         |      |                  |                 | —                                                                 | 1 × 210-мм 1 × 170-мм                               |                                                |                            |                            |

| 3-й отряд (Сибирская военная флотилия) |                           |      |                  |                 |                  |                                             |                            |                            |                            |
| Тип / Характеристики                   | Название                  | Фото | Водоизмещение, т | Мощность, л. с. | Бронирование, мм | Артиллерия                                  | Минно-торпедное вооружение | Максимальная скорость, уз. | Численность экипажа, макс. |
| Парусно-винтовые клипера               | «Гайдамак» (брейд-вымпел) |      | 1605             | 250             | —                | 3 × 60-фн 4 малых нарезных десантных орудий | —                          | 13                         | 164                        |
| Канонерские лодки типа «Морж»          | «Морж»                    |      | 456,7            | 392             | —                | 1 × 152-мм 4 × 87-мм                        | —                          | 9,8                        | 90                         |
| Канонерские лодки типа «Морж»          | «Соболь»                  |      | 456,7            |                 | —                | 2 × 6-дм 4 × 4-фн                           | —                          | 9,8                        | 90                         |
| Канонерские лодки типа «Морж»          | «Горностай»               |      | 456,7            | 232             | —                | 2 × 152-мм 4 × 87-мм                        | —                          | 8,25                       | 90                         |
| Канонерские лодки типа «Нерпа»         | «Нерпа»                   |      | 396              | 60 н.л. с.      | —                | 1 × 6-дм 2 × 9-фн 2 × 4-фн                  | —                          | 10                         |                            |
| Вооружённые транспорта                 | «Японец»                  |      | 1379             | 300             | —                | 9 пушек малого калибра                      | —                          | 12                         |                            |
| Вооружённые транспорта                 | «Манджур»                 |      | 816              | 370             | —                | 3 × 12-фн. 1 × 24—фн                        | —                          | 9,5                        | 91                         |
| Вооружённые транспорта                 | «Америка»                 |      | 554              | 150             | —                | 8 пушек малого калибра                      | —                          | 9,5                        |                            |
| Угольные транспорта                    | «Петербург»               |      | 5096             | 1800 и.л. с.    | —                |                                             | —                          | 9                          | 120                        |

| Корабли, короткое время числившиеся в эскадре или бывшие приписанные к ней, но в состав не входившие |                   |      |                  |                 |                                                                                |                                                               |                              |                            |                            |
| Тип / Характеристики                                                                                 | Название          | Фото | Водоизмещение, т | Мощность, л. с. | Бронирование, мм                                                               | Артиллерия                                                    | Минно-торпедное вооружение   | Максимальная скорость, уз. | Численность экипажа, макс. |
| Броненосные крейсера I ранга типа «Генерал-Адмирал»                                                  | «Генерал-Адмирал» |      | 4603             | 4472            | 102—152 мм (пояс по ватерлинии) 127 мм (верхний бронепояс) 13 мм (бронепалуба) | 4 × 203-мм 2 × 152-мм 4 × 87-мм 2 × 64-мм 8 × 47-мм 4 × 37-мм | 2 × ТА                       | 13,2                       | 482                        |
| Крейсера II ранга типа «Крейсер»                                                                     | «Вестник»         |      | 1380             | 1268 и.л. с.    | —                                                                              | 3 × 152-мм 4 × 87-мм 1 × 64-мм 4 × 47-мм 6 × 37-мм            | 1 × 4 × МР ШМ 1 × КМП БМГ БМ | 12,8                       | 167                        |
| Парусно-винтовые клипера                                                                             | «Всадник»         |      | 1585             | 350             | —                                                                              | 3 × 6-дм 2 × 8-фн                                             | —                            | 12                         | 166                        |
| Плавучие госпитали                                                                                   | «Владивосток»     |      | 1898             | 700             | —                                                                              | 2 × 107-мм                                                    | —                            | 10                         |                            |

## К вопросу о значении эскадры Лесовского

Русская эскадра во Владивостоке

Плавание эскадры Лесовского было впечатляющей демонстрацией военно-морской мощи Российской империи на самых дальних её рубежах и в Мировом океане. Подобная демонстрация была совсем не лишней после недавней Русско-турецкой войны 1877—1878 годов, когда на Чёрном море господствовал турецкий флот, а британская эскадра на Босфоре не допустила занятия Стамбула русской армией. Принято считать, что эскадра Лесовского сыграла важную роль и в устранении угрозы войны с Китаем, не допустила агрессии против слабозащищённых российских владений на Дальнем Востоке. Однако в этом отношении значение «Китайской экспедиции» (по аналогии с более ранними «Американскими экспедициями») русского флота не так бесспорно. Разумеется, доставка эскадрой во Владивосток тяжёлых орудий и строительство силами команд кораблей береговых укреплений, усилили защиту главного русского тихоокеанского порта. Однако, по мнению ряда историков, для этой миссии достаточно было транспортов Добровольного флота — без боевых кораблей.

Нельзя точно сказать, что именно демонстрация сильной русской эскадры на Дальнем Востоке заставила Китай занять более гибкую позицию в решении территориального спора с Россией. Цзо Цзутан, сторонник военного решения конфликта, считал, что китайский флот превосходил по силам русскую эскадру. По британским данным, Китай в тот момент располагал порядка 50 боевыми судами, в основном — деревянными канонерками малого тоннажа. Однако, непосредственно перед кризисом, Китай заказал в Англии несколько небольших современных кораблей береговой обороны. Надо сказать, что в России не склонны были недооценивать военный флот Китая. Главным достоинством китайских кораблей, в глазах русских, была их малая осадка, позволявшая им свободно заходить в мелководные устья рек: 
Военные же китайские суда, пришедшие в лето прошлого года из Англии, имея малую осадку, свободно входят в реки во всякую воду, и я сам, во время плавания в Кантон по Шу-Киангу, видел, как ловко маневрировали в реке такие канонерки, под управлением европейских капитанов, между целыми караванами тяжёлых, неуклюжих джонок. Эти суда защищены бронёй, имеют каждое по два дальнобойных восьми или девятидюймовых орудия, не считая мелких калибров; они быстроходны, имея среднего ходу, как слышно, до 12 узлов, и способны даже к океанскому плаванию.

Е. Ларионов в своей статье, появившейся в 1882 году, делает вывод о практической бесполезности отправки против Китая соединения океанских крейсеров: 
Рассчитывать на крейсерство против каких-нибудь джонок — игра не стоила бы свеч, а серьёзно блокировать порты нам не позволили бы те же англичане с немцами, да и наши «заатлантические друзья» — американцы, ибо в открытых китайских портах лежит в тысячу раз больше европейских интересов, чем китайских, а в неоткрытых — ни для кого нет ровно никаких интересов и менее всего для самих китайцев. Начни мы серьёзную блокаду — в Петербург тотчас же со всех сторон посыпались бы дипломатические ноты, и кончилось бы всё дело тем, что через три-четыре недели нам, вероятно, не без скандала пришлось бы снимать нашу блокаду и убираться во Владивосток, или безобидно разгуливать себе по китайским морям, охотясь на какие-нибудь несчастные джонки.

Неудачным, по мнению Ларионова, была бы и попытка нападения русской крейсерской эскадры на один из китайских портов: 
Все большие портовые города Китая, как Тяньцзин, Шанхай, Кантон и проч. лежат не при устьях больших рек, а значительно, на целые десятки миль, отступя в глубь страны, по их течению, так что в случае войны, если бы наш флот пожелал самостоятельно предпринять что-либо против этих богатых городов, то его глубокосидящим судам неизбежно пришлось бы входить в самые реки, а это значило бы рисковать сесть на мель при первом же отливе, представляя собой либо неподвижную цель для береговых блиндированных батарей (у китайцев уже есть такие), защищающих устья рек и дальнейшие доступы к сим городам, либо же ложиться на мели под расстрел канонерок, которые в данном случае имели бы над нами то неоценённое преимущество, что для них высота воды ровно ничего не значит. Поэтому с нашей стороны было бы очень большим заблуждением думать, будто китайцы покончили с нами миролюбиво, вследствие того, что испугались нашей эскадры, собранной во Владивостоке: они отлично понимали, что весь этот прекрасный океанский флот, не имея в своём составе ни одной плоскодонной канонерки, ровно ничего не мог бы сделать их богатейшим портовым городам. Не эскадры собственно они испугались, а предполагаемого на ней сильного десанта, в чём, между прочим, под рукой уверяли их и англичане, из своих собственных видов.
Это предположение Ларионова подтверждается ставшим известным в настоящее докладом Ли Хунчжана, сторонника мирного компромисса с Россией. Ли Хунчжан утверждал, что в случае войны Россия могла ввести 20 тыс. солдат в Маньчжурию одновременно с высадкой её флотом на Ляодуне 6 тыс. человек и направить их всех прямо на Пекин, взяв его, таким образом, в клещи
Ларионов делает вывод, что вместо крейсерской эскадры целесообразно было бы отправить на Дальний Восток из Европейской России десантный корпус, который бы угрожал высадкой в Печелийском заливе и походом на Пекин и Мукден. При этом для поддержки десантных операций в Китае необходимо было бы использовать не крейсера, а малые канонерки.
Подобной критике можно возразить, что отправка через океаны в Китай и содержание там крупных десантных сил является гораздо более сложной и труднорешаемой задачей, чем поход военной эскадры, о чём говорит, например, опыт Второй опиумной войны. С другой стороны, состоявшаяся вскоре после Кульджинского кризиса Франко-китайская война 1884—1885 годов показала эффективность операций крейсерских сил как против военно-морских сил и защищённых портов Китая, так и против его торговых коммуникаций. Во многом Китай пошёл на мир из-за предпринятой французским флотом «рисовой блокады», которая создала угрозу голода в северных провинциях. Подобную акцию на пять лет раньше могла предпринять и эскадра Лесовского.
Наконец, вполне очевидным представляется, что в качестве основного вероятного противника России на Дальнем Востоке в 1880—1881 годах рассматривался не Китай, а поддерживавшая его Великобритания. С этим, в частности, связано срочное укрепление Владивостока от нападения с моря, тогда как китайский флот в то время не располагал возможностями для подобных акций. Эскадра Лесовского, таким образом, имела традиционную для российской военно-морской доктрины цель создать для Англии угрозу крейсерской войны на её коммуникациях. Следовательно, русская военно-морская демонстрация была направлена не столько против Китая, сколько по отношению к Великобритании. В этой связи русскому флоту впервые удалось сосредоточить на Дальнем Востоке группировку, практически не уступающую военно-морскими силами своего основного соперника — Великобритании, которая в это время располагала здесь эскадрой в 23 корабля.

## Интересные факты
На эскадре С. С. Лесовского служил в качестве секретаря адмирала «по военно-сухопутным сношениям» известный писатель и публицист В. В. Крестовский, описавший плавание в своих записках.
Старшим артиллерийским офицером на крейсере «Африка» во время похода эскадры Лесовского был будущий герой русско-японской войны В. Ф. Руднев, также написавший очерк «Кругосветное плавание крейсера „Африка“ в 1880—1883 годах»